# Armenië op het Eurovisiesongfestival
Armenië doet sinds 2006 mee aan het Eurovisiesongfestival. Het land heeft tot nu toe 17 keer aan het liedjesfestijn deelgenomen.

## Geschiedenis

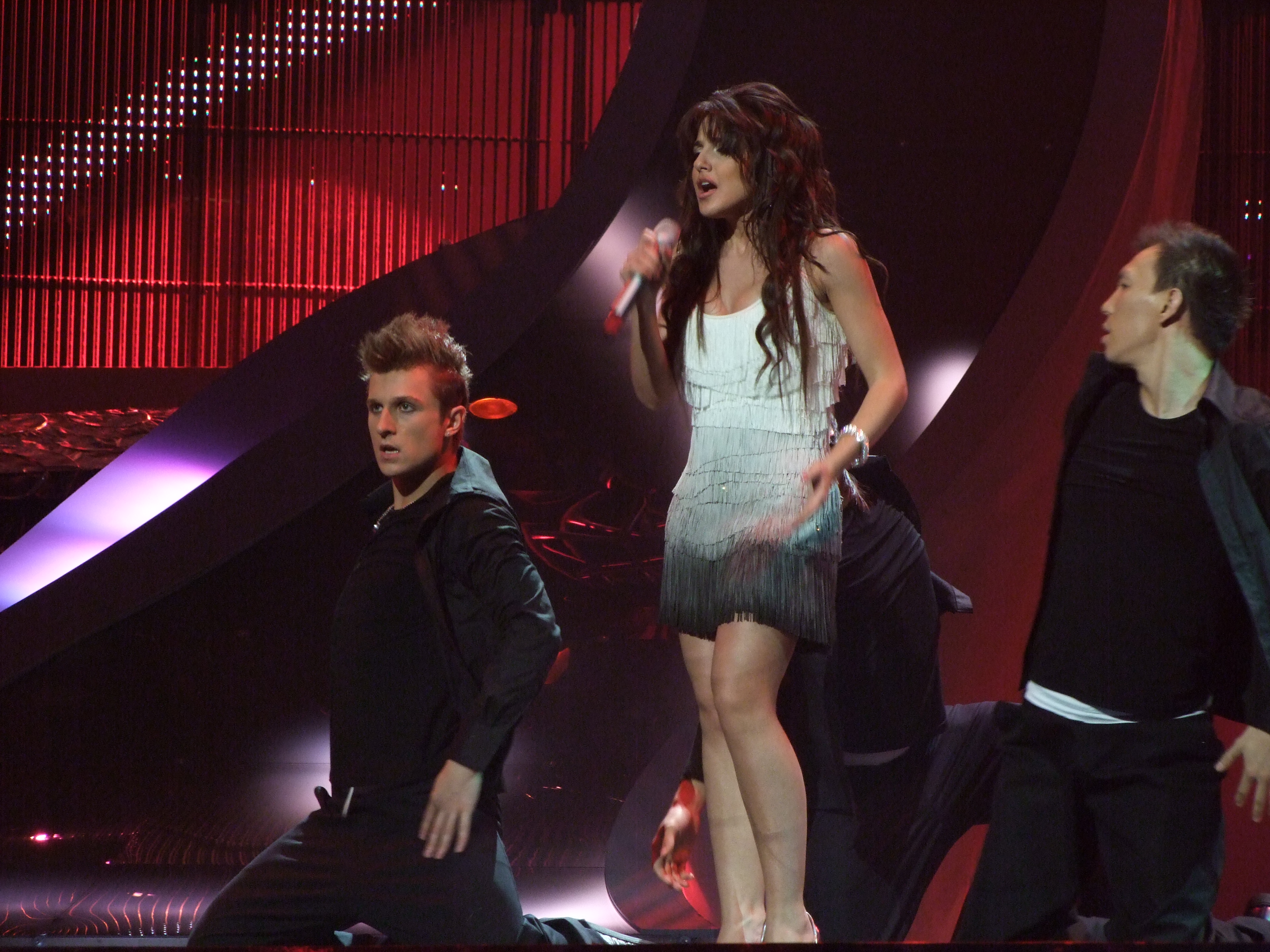
Sirusho in Belgrado (2008)

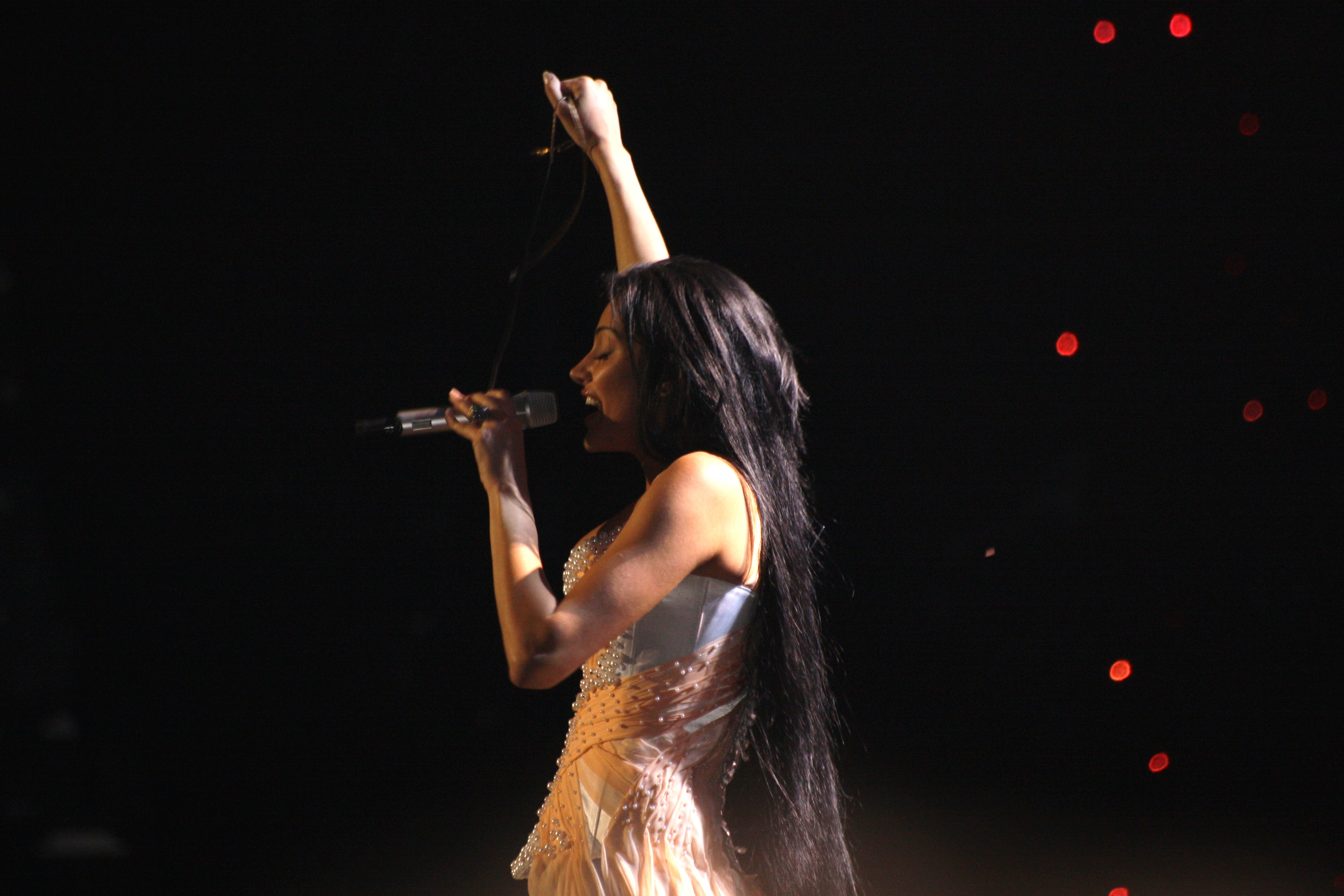
Eva Rivas in Oslo (2010)

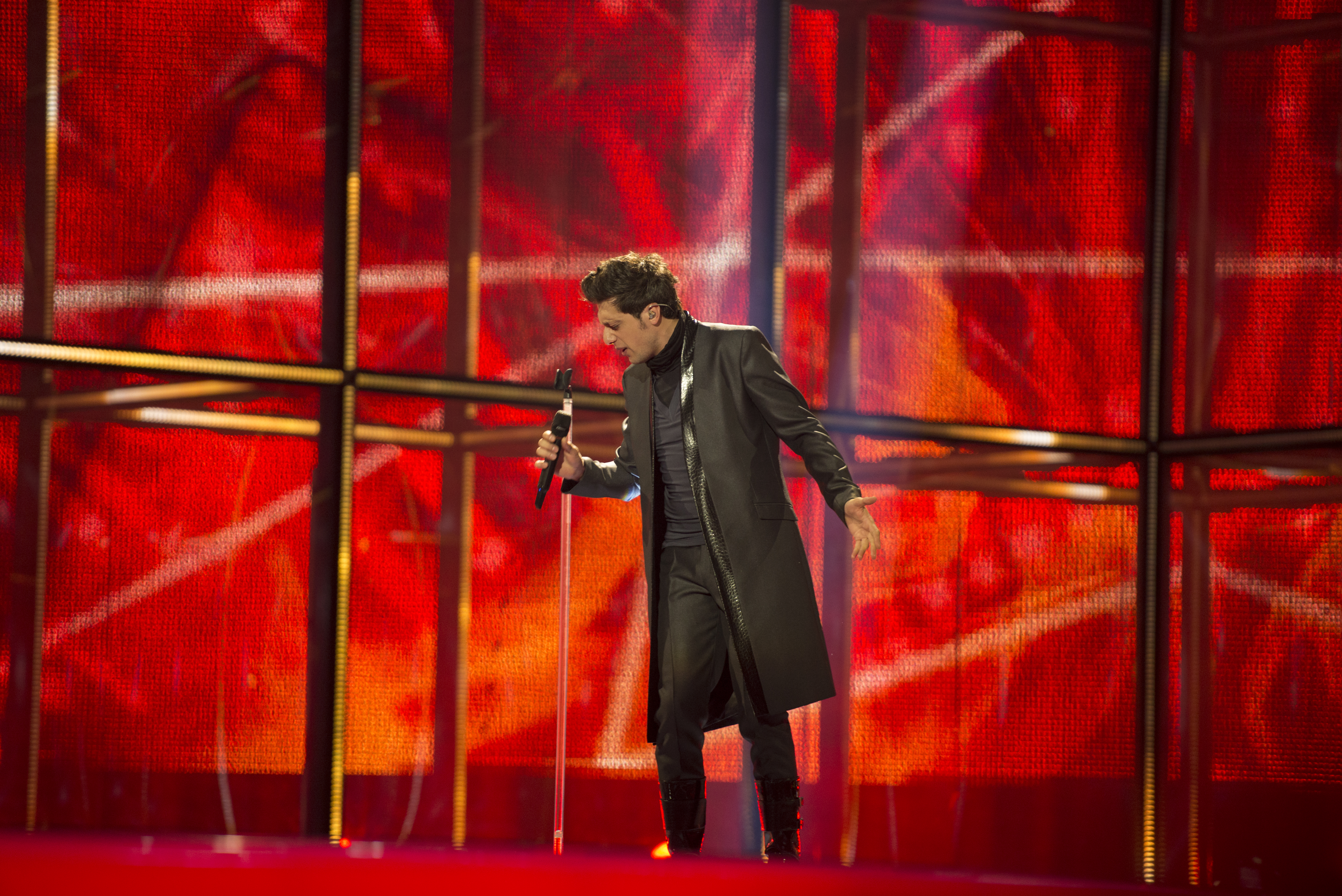
Aram MP3 in Kopenhagen (2014)

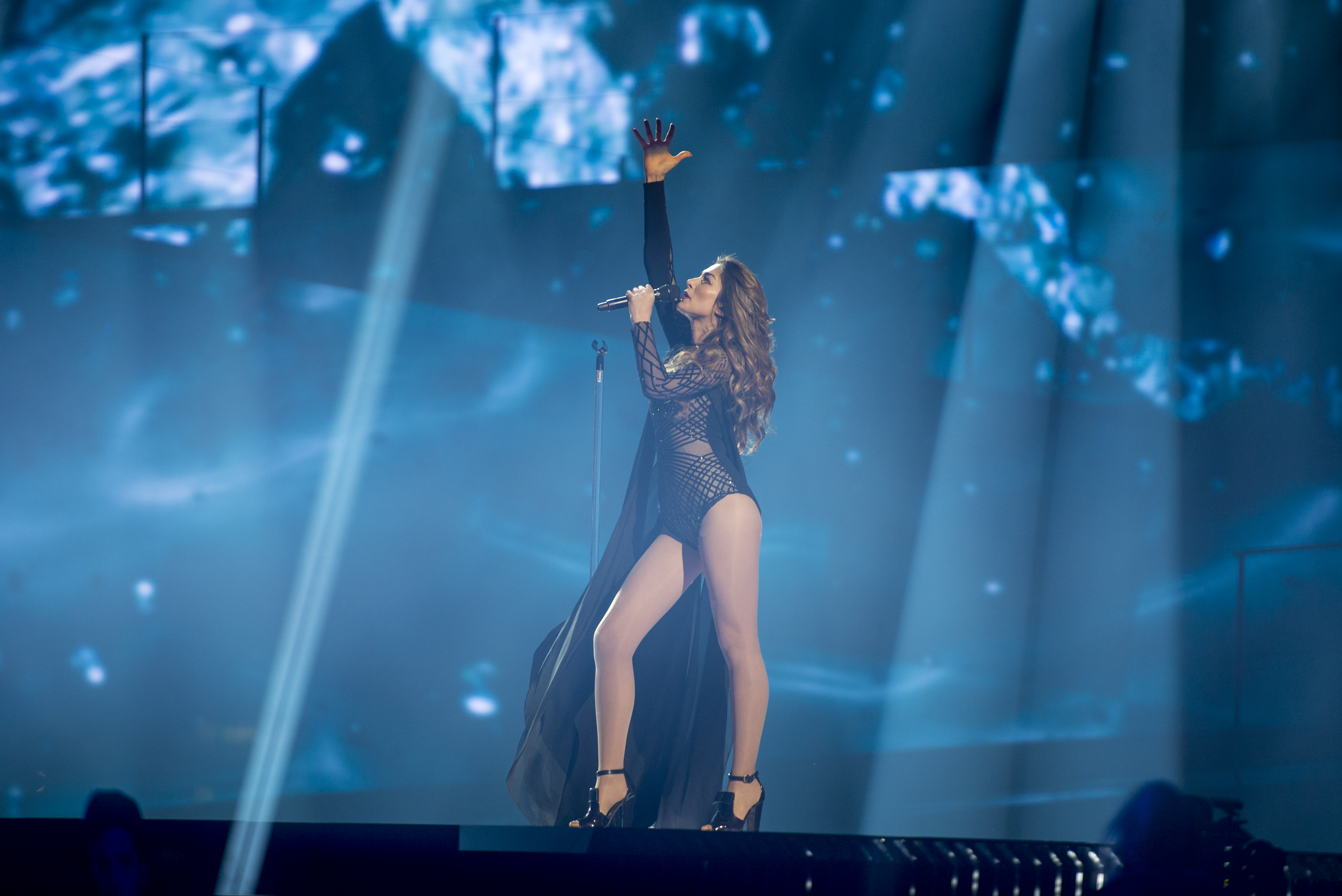
Iveta in Stockholm (2016)

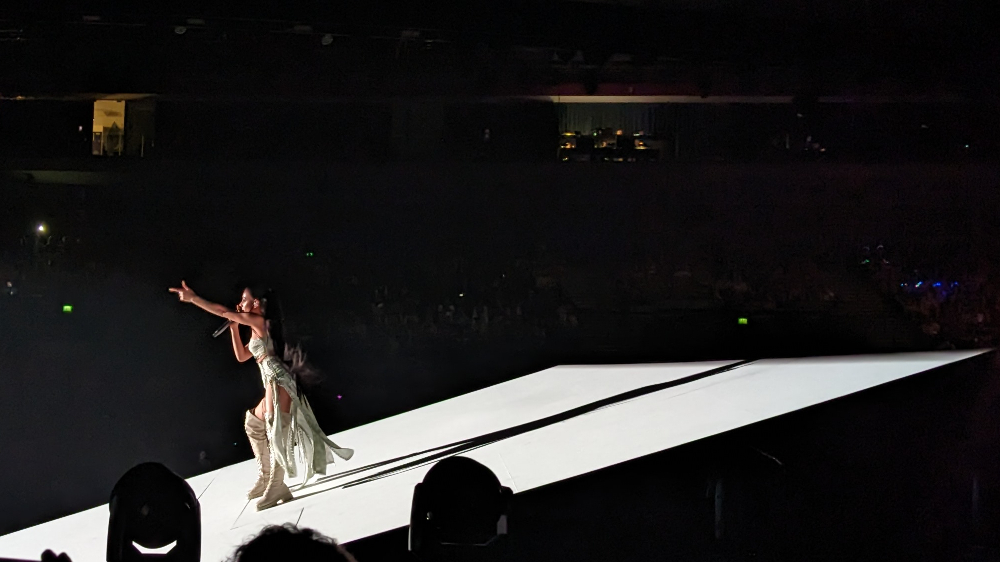
Brunette in Liverpool (2023)

### Beginjaren
Armenië debuteerde in 2006 op het 51ste Eurovisiesongfestival in de Griekse hoofdstad Athene. De eerste kandidaat die het land afvaardigde was de zanger André. Deze was intern aangeduid door de Armeense omroep, dat tegen eerdere berichten over een nationale finale in. De Armeense omroep koos voor het liedje Without your love en het land wist hiermee zich in de halve finale met succes te kwalificeren voor de finale. Hierin werd een achtste plaats behaald. Dit resultaat zorgde ervoor dat Armenië in 2007 rechtstreeks geplaatst was voor de finale. Met het nummer Anytime you need van zanger Hayko werd het net als een jaar eerder achtste.
In 2008 boekte Armenië een groot succes met zangeres Sirusho. Haar lied Qele qele eindigde in de halve finale op de tweede plaats en stootte zo glansrijk door naar de finale waar het met 199 punten vierde werd. Dat is het beste Armeense resultaat op het songfestival tot nu toe. In 2009 en 2010 werd het Armeense succes voortgezet met top 10-noteringen voor respectievelijk Inga & Anush en Eva Rivas.
Na vijf opeenvolgende succesjaren, kwam de eerste tegenvaller voor Armenië in 2011. Zangeres Emmy trad tijdens de halve finale in Düsseldorf aan met haar lied Boom boom maar kwam niet verder dan de twaalfde plaats waarmee Armenië voor de eerste keer werd uitgeschakeld voor de finale.

### Afwezigheid in 2012
In 2012 werd het songfestival georganiseerd in Azerbeidzjan dat het festival een jaar eerder had gewonnen. Dit leverde een groot politiek probleem op voor Armenië vanwege het conflict met Azerbeidzjan over de streek Nagorno-Karabach. Lange tijd was het onzeker of Armenië zou gaan deelnemen, de intentie was er maar drie maanden voor het festival laaide de ruzie tussen beide landen verder op na de dood van een Armeense soldaat aan de Armeens-Azerbeidzjaanse grens. Verschillende artiesten, waaronder de eerdere deelnemers Eva Rivas en Emmy, pleitten in een open brief voor een boycot van het festival. In maart besloot Armenië zich vanwege de spanningen inderdaad terug te trekken en geen deelnemer naar Bakoe af te vaardigen. De EBU reageerde teleurgesteld en legde Armenië een boete op voor de late afzegging. In eigen land kwam er ook kritiek van mensen die in een Armeense deelname een kans zagen de betrekkingen met Azerbeidzjan te verbeteren.

### 2013–2019
Armenië keerde in 2013 terug op het Eurovisiesongfestival in Malmö. De band Dorians trad aan met het lied Lonely planet en wist hiermee met gemak de finale te bereiken. De bekendmaking van de Armeense finaleplaats ging echter gepaard met boegeroep vanuit de zaal. In de finale strandde de groep op de achttiende plaats.
In 2014 werd Armenië vertegenwoordigd door zanger Aram MP3 met het nummer Not alone. Armenië werd met dit lied gezien als een van de favorieten voor de overwinning, maar uiteindelijk eindigde het lied op de vierde plaats, een evenaring van het beste Armeense resultaat uit 2008. Aram MP3 ontving driemaal de maximale score van 12 punten, van Frankrijk, Georgië en Oostenrijk.
In 2015 deed Armenië mee met de groep Genealogy, bestaande uit zes leden uit vijf verschillende continenten. Het lied dat ze ten gehore brachten heette aanvankelijk Don't deny, met een subtiele verwijzing naar de Armeense Genocide van precies honderd jaar eerder. Omdat een lied volgens de regels van het songfestival echter niet politiek beladen mag zijn, werd Armenië gemaand de titel te veranderen. Onder de nieuwe titel Face the shadow werd in Wenen een zestiende plaats bereikt. In 2016 vertegenwoordigde Iveta Mukuchian Armenië met het nummer Love wave en behaalde hiermee een tweede plaats in de halve finale en een zevende in de finale. In 2017 haalde Armenië opnieuw de finale en eindigde daar met het lied Fly with me van Artsvik op de 18de plaats.
In 2018 trad Armenië voor het eerst aan met een volledig Armeenstalig lied: Qami van Sevak Chanagian. De zanger slaagde er echter niet in genoeg punten te vergaren en hierdoor bleef Armenië voor de tweede keer in de geschiedenis steken in de halve finale. In 2019 probeerden de Armeniërs het weer met een Engelstalige inzending. Srbuk werd namens het land naar Tel Aviv gestuurd met het nummer Walking out, maar ook zij wist geen finaleplaats te behalen. Haar 16de plaats in de halve finale betekende de slechtste score voor Armenië tot nu toe.

### 2020 en verder
In 2020 zou Armenië vertegenwoordigd worden door Athena Manoukian met het lied Chains on you. Vanwege de coronapandemie ging de editie van dat jaar echter niet door. In 2021 keerde het festival terug, waarbij Armenië haar deelname aanvankelijk had bevestigd. Het land werd ingedeeld in de tweede halve finale, maar trok zich in maart 2021, twee maanden voor het festival, plots terug. De openbare omroep gaf aan over onvoldoende tijd en middelen te beschikken om een act samen te stellen.
Op het Eurovisiesongfestival van 2022 in Turijn was Armenië wel weer van de partij. Zangeres Rosa Linn bracht het nummer Snap ten gehore en viel op door haar decor, dat een met post-its behangen slaapkamer voorstelde. De behaalde vijfde plaats in de halve finale was voldoende voor een plek in de finale, waar Armenië uiteindelijk op de 20ste plaats eindigde. Snap groeide in de maanden na het songfestival desondanks uit tot een wereldhit. In 2023 werd Brunette 14de en in 2024 werd de Frans-Armeense band Ladaniva 8ste. In 2025 werd de nationale finale Depi Evratesil terug ingeschakeld. Parg won de selectie, haalde opnieuw de finale voor Armenië, waar het 20ste werd. 

## Armeense deelnames
| Jaar | Artiest         | Titel             | Fin. | Ptn. | Semi | Ptn. | Taal              |
| ---- | --------------- | ----------------- | ---- | ---- | ---- | ---- | ----------------- |
| 2006 | André           | Without your love | 8    | 129  | 6    | 150  | Engels            |
| 2007 | Hayko           | Anytime you need  | 8    | 138  | X    | X    | Engels            |
| 2008 | Sirusho         | Qele qele         | 4    | 199  | 2    | 139  | Engels en Armeens |
| 2009 | Inga & Anush    | Jan jan           | 10   | 92   | 5    | 99   | Engels en Armeens |
| 2010 | Eva Rivas       | Apricot stone     | 7    | 141  | 6    | 83   | Engels            |
| 2011 | Emmy            | Boom boom         | X    | X    | 12   | 54   | Engels            |
| 2013 | Dorians         | Lonely planet     | 18   | 41   | 7    | 69   | Engels            |
| 2014 | Aram MP3        | Not alone         | 4    | 174  | 4    | 121  | Engels            |
| 2015 | Genealogy       | Face the shadow   | 16   | 34   | 7    | 77   | Engels            |
| 2016 | Iveta Mukuchian | Love wave         | 7    | 249  | 2    | 243  | Engels            |
| 2017 | Artsvik         | Fly with me       | 18   | 79   | 7    | 152  | Engels            |
| 2018 | Sevak Chanagian | Qami              | X    | X    | 15   | 79   | Armeens           |
| 2019 | Srbuk           | Walking out       | X    | X    | 16   | 49   | Engels            |
| 2022 | Rosa Linn       | Snap              | 20   | 61   | 5    | 187  | Engels            |
| 2023 | Brunette        | Future lover      | 14   | 122  | 6    | 99   | Engels en Armeens |
| 2024 | Ladaniva        | Jako              | 8    | 183  | 3    | 137  | Armeens           |
| 2025 | Parg            | Survivor          | 20   | 72   | 10   | 51   | Engels en Armeens |

## Gegeven en gekregen punten
In de periode 2006-2025. Punten gegeven in de halve finales zijn in deze tabellen niet meegerekend.
| Plaats | Land        | Punten |
| ------ | ----------- | ------ |
| 1      | Frankrijk   | 143    |
| 2      | Rusland     | 126    |
| 3      | Griekenland | 102    |
| 4      | Oekraïne    | 97     |
| 5      | Zweden      | 95     |

| Plaats | Land        | Punten |
| ------ | ----------- | ------ |
| 1      | Georgië     | 156    |
| 2      | Frankrijk   | 151    |
| 3      | Rusland     | 91     |
| 4      | Griekenland | 87     |
| 5      | Bulgarije   | 80     |

### Twaalf punten gegeven aan Armenië
| Aantal | Land        | Wanneer                                              |
| ------ | ----------- | ---------------------------------------------------- |
| 7      | Georgië     | 2007, 2008, 2014, 2015, 2016 (t), 2023 (t), 2025 (t) |
| 5      | Frankrijk   | 2008, 2014, 2016 (t), 2023 (t)                       |
| 5      | Rusland     | 2006, 2008, 2010, 2016 (j+t)                         |
| 2      | België      | 2006, 2008                                           |
| 2      | Nederland   | 2008, 2010                                           |
| 2      | Tsjechië    | 2008, 2009                                           |
| 1      | Bulgarije   | 2016 (j)                                             |
| 1      | Griekenland | 2008                                                 |
| 1      | Israël      | 2010                                                 |
| 1      | Malta       | 2025 (j)                                             |
| 1      | Oostenrijk  | 2014                                                 |
| 1      | Polen       | 2008                                                 |
| 1      | Spanje      | 2016 (j)                                             |
| 1      | Turkije     | 2007                                                 |

(j) = vakjury; (t) = televoting

### Twaalf punten gegeven door Armenië
(Vetgedrukte landen waren ook de winnaar van dat jaar.)
| Jaar | Land          | Jaar | Land                      |
| ---- | ------------- | ---- | ------------------------- |
| 2006 | Rusland       | 2016 | Frankrijk (j) Rusland (t) |
| 2007 | Rusland       | 2017 | Portugal (j) Cyprus (t)   |
| 2008 | Rusland       | 2018 | Zweden (j) Cyprus (t)     |
| 2009 | Rusland       | 2019 | Zweden (j) Rusland (t)    |
| 2010 | Georgië       | 2021 | Geen deelname             |
| 2011 | Oekraïne      | 2022 | Spanje (j) Estland (t)    |
| 2012 | Geen deelname | 2023 | Israël (j+t)              |
| 2013 | Oekraïne      | 2024 | Frankrijk (j+ t)          |
| 2014 | Montenegro    | 2025 | Frankrijk (j) Estland (t) |
| 2015 | Rusland       |      |                           |

(j) = vakjury; (t) = televoting
2006 · 2007 · 2008 · 2009 · 2010 · 2011 · 2012 · 2013 · 2014 · 2015 · 2016 · 2017 · 2018 · 2019 · 2020-2021 · 2022 · 2023 · 2024 · 2025